# Нік Дріберген
Нік Дріберген (нід. Nick Driebergen, 19 серпня 1987) — нідерландський плавець.
Учасник Олімпійських Ігор 2008, 2012 років.
Призер Чемпіонату Європи з водних видів спорту 2010 року.
Призер Чемпіонату Європи з плавання на короткій воді 2007, 2010 років.